# الگوریتم اثبات ظرفیت
الگوریتم اثبات ظرفیت یا (به انگلیسی: Proof Of Space) یک نوع الگوریتم اجماع است که در بلاکچین‌ها مورد استفاده قرار می‌گیرد و به تجهیزات استخراج رمزارزها این امکان را می‌دهد تا از فضاهای موجود کامپیوتری یا رایانه‌ای به تولید رمز ارزها بپردازند لازمه این کار ابتدا کاربرانی است که نسبت به این روند علاقه نشان دهند و سپس با در اختیار قرار دادن منبع تجهیزاتی خود که شامل هارد دیسک می شود به این کار مبادرت ورزند.
شباهت الگوریتم اثبات ظرفیت با الگوریتم اثبات کار  بسیار است با این تفاوت که در الگوریتم اثبات کار برای تولید ارزهای دیجیتال از محاسبات رایانه‌ای استفاده می‌شود ولی در الگوریتم اثبات ظرفیت از فضای هاردیسک بهره گیری می‌شود و علاوه بر آن در الگوریتم اثبات کار تنگناهایی برای محاسبات بیشتر وجود دارند که در الگوریتم اثبات ظرفیت این مورد به چشم نمی‌خورد.

## استفاده
الگوریتم اثبات ظرفیت می‌تواند به عنوان جایگزینی برای الگوریتم اثبات کار در برنامه‌های معمول باشد و کارایی بهتری در پیشگیری از حملات منع سرویس دارد.
همچنین از الگوریتم اثبات فضا برای شناسایی بدافزارهااستفاده شده است که می‌تواند از طریق محاسبه حافظه نهان درحال استفاده، بدافزارهاراشناسایی کند.